# غراهام فلمنج
غراهام فلمنج (بالإنجليزية: Graham Fleming)‏ هو كيميائي أمريكي، ولد في 3 ديسمبر 1949 في بارو إن فورنيس في المملكة المتحدة.